# Kristof Vandewalle
Kristof Vandewalle (nascido em 5 de abril de 1985, em Courtrai) é um ciclista profissional bélgico, que atualmente compete para a equipe Trek Factory Racing.